# Matiasz Korolewicz
Matiasz Korolewicz – polski król cygański, następca Janczego i poprzednik Jana Nawrotyńskiego, mianowany Starszym w 1652 r. (na mocy przywileju z tego roku) przez kanclerza wielkiego koronnego.